# 隣人 (お笑いコンビ)
隣人（りんじん）は、吉本興業（大阪本社）所属のお笑いコンビ。2013年5月1日結成。NSC大阪校34期生。第10回ytv漫才新人賞王者。キングオブコント2023・2024ファイナリスト。

## メンバー
橋本 市民球場（はしもと しみんきゅうじょう、1992年7月10日 - ）（33歳）
本名は、橋本 けん太（はしもと けんた）。
芸名は「『広島市民球場』のように皆から愛されるように」と名付けたのが由来。
大阪府吹田市出身、大阪府立旭高等学校卒業。身長178 cm、体重73kg。血液型はO型。
姉、兄、弟がいる。
2010年のハイスクールマンザイ準決勝に進出したことがきっかけで芸人を志した。同じ大会には後に霜降り明星を結成するせいや・粗品（当時はそれぞれ別のコンビ）、池田直人（レインボー）、恵梨華（つぼみ）、にぼしいわしが出場していた。

中村 遊直（なかむら ショートライナー、1988年6月15日 - ）（37歳）
本名は、中村 遊（なかむら ゆう）。
芸名はSNSのアカウント名を「中村遊飛」など「中村遊○」の形にして遊んでいたら、事務所から怒られ正式決定したのが由来。他の芸名案として、「中村野選（なかむらフィルダースチョイス）」があった。
兵庫県神戸市出身、育英高等学校・神戸山手短期大学表現芸術学科卒業。身長174 cm、体重61 kg。血液型はO型。
趣味は早食いと知らない街を練り歩くこと。
YCC（よしもとクリエイティブカレッジ）東京3期生。

## 略歴
- 2013年5月1日、「隣人13号（りんじん13ごう）」結成[注 1]。
- 2016年10月18日、「隣人」に改名。
- 2019年1月、よしもと漫才劇場へ所属。
- 2021年2月28日、第10回ytv漫才新人賞決定戦で優勝を成し遂げる。
- 2023年、キングオブコントで初の決勝進出を果たし結果は9位。
- 2024年、キングオブコントで2年連続の決勝進出となり結果は10位（最下位）。

## 芸風
- 主にコントだが漫才も演じ、ボケ・ツッコミはネタ毎で変わる。ytv漫才新人賞ではセンターマイクをほぼ使わず、舞台上を動き回るコント漫才を披露し優勝を果たした。これについて、前年のM-1グランプリ2020で優勝したマヂカルラブリーが巻き起こした漫才論争が追い風を作ってくれたと述べている[3]。また、漫才では「懲役5秒」などのリズムネタを演じることもある。

## 出演

### レギュラー
- オンスト（YES-fm、2021年10月5日 - ）[4]
- カベポスター・天才ピアニスト・フースーヤのワチャラチャ忍忍（サンテレビ、2023年7月4日 - ）（橋本・ナレーター）
- よしもとラジオ高校〜らじこー（FM大阪、2025年7月7日 - ）-  月曜パーソナリティ

## 単独ライブ
- 2019年
  - 12月15日 - 「燐」（よしもと漫才劇場/大阪）

- 2020年
  - 12月11日 - 「凛」（よしもと漫才劇場/大阪）

- 2021年
  - 06月12日 - 「釐」（よしもと漫才劇場/大阪）
  - 08月20日 - 「侭」（道頓堀ZAZA HOUSE/大阪）
  - 12月24日 - 「鄰」（よしもと漫才劇場/大阪）
- 2023年
  - 02月24日 - 「RINJIN's」（よしもと漫才劇場/大阪）

- 2024年
  - 02月25日 - 「RINJIN's 2024」（よしもと漫才劇場/大阪）

- 2025年
  - 03月30日 - 「RINJIN's 2025」（よしもと漫才劇場/大阪）

## 出囃子
- 平川地一丁目「はがれた夜」

## 賞レースでの結果

### M-1グランプリ
| 年度   | 結果         | エントリー No. | 会場                           | 日程     | 備考           | 備考             |
| ------ | ------------ | -------------- | ------------------------------ | -------- | -------------- | ---------------- |
| 2015年 | 2回戦進出    | 669            | テイジンホール                 | 10月9日  |                | 「隣人13号」時代 |
| 2016年 | 2回戦進出    | 2693           | 大丸心斎橋劇場                 | 10月4日  |                | 「隣人13号」時代 |
| 2017年 | 3回戦進出    | 2330           | よしもと祇園花月               | 10月26日 | 「隣人」改名後 |                  |
| 2018年 | 1回戦敗退    | 2664           | 大丸心斎橋劇場                 | 9月20日  | 「隣人」改名後 |                  |
| 2019年 | 3回戦進出    | 1191           | よしもと漫才劇場               | 10月29日 | 「隣人」改名後 |                  |
| 2020年 | 準々決勝進出 | 2222           | なんばグランド花月             | 11月16日 | 「隣人」改名後 |                  |
| 2021年 | 準々決勝進出 | 2754           | なんばグランド花月             | 11月11日 | 「隣人」改名後 |                  |
| 2022年 | 準々決勝進出 | 2297           | なんばグランド花月             | 11月15日 | 「隣人」改名後 |                  |
| 2023年 | 準々決勝進出 | 4              | なんばグランド花月             | 11月20日 | 「隣人」改名後 | 1回戦シード      |
| 2024年 | 3回戦進出    | 482            | COOL JAPAN PARK OSAKA TTホール | 10月29日 | 「隣人」改名後 | 1回戦シード      |

### キングオブコント
| 年度   | 結果         | 会場                                | 日程        | 備考                                             |
| ------ | ------------ | ----------------------------------- | ----------- | ------------------------------------------------ |
| 2013年 | 1回戦敗退    | 大丸心斎橋劇場                      | 7月31日     |                                                  |
| 2014年 | 2回戦進出    | 5upよしもと                         | 8月21日     |                                                  |
| 2015年 | 2回戦進出    | 大丸心斎橋劇場COOL JAPAN PARK OSAKA | 8月13日     |                                                  |
| 2016年 | 1回戦敗退    | 大丸心斎橋劇場COOL JAPAN PARK OSAKA | 7月25日     |                                                  |
| 2017年 | 2回戦進出    | 大丸心斎橋劇場COOL JAPAN PARK OSAKA | 8月10日     |                                                  |
| 2018年 | 準々決勝進出 | YES THEATER                         | 8月16日     |                                                  |
| 2019年 | 準々決勝進出 | YES THEATER                         | 8月16日     |                                                  |
| 2020年 | 準々決勝進出 | YES THEATER                         | 8月18日     |                                                  |
| 2021年 | 準々決勝進出 | YES THEATER                         | 8月17日     |                                                  |
| 2022年 | 準決勝進出   | 新宿文化センター 大ホール           | 9月1日・2日 |                                                  |
| 2023年 | 決勝9位      | TBSテレビ                           | 10月21日    | 決勝キャッチフレーズ「西の奇想天外プレイヤー」   |
| 2024年 | 決勝10位     | TBSテレビ                           | 10月12日    | 決勝キャッチフレーズ「進化した奇想天外ワールド」 |
| 2025年 | 準々決勝進出 | COOL JAPAN PARK OSAKA TTホール      | 8月11日     |                                                  |

ダブルインパクト〜漫才&コント 二刀流No.1決定戦〜
| 年度   | 結果       | 備考 |
| ------ | ---------- | ---- |
| 2025年 | 準決勝進出 |      |

### その他
- 第6回NHK新人お笑い大賞（NHK総合）- 決勝進出
- 第50回NHK上方漫才コンテスト（NHK大阪）- 本戦出場
- 第10回ytv漫才新人賞（読売テレビ）- 優勝
- 第8回NHK新人お笑い大賞（NHK総合）- 決勝進出（辞退[52]）
- 第52回NHK上方漫才コンテスト（NHK大阪）- 本戦出場
- 第9回NHK新人お笑い大賞（NHK総合） - 準優勝